# Musée Escher
Le musée Escher (Escher in Het Paleis en néerlandais, Escher in the Palace en anglais) est un musée néerlandais à La Haye, présentant les travaux de l'artiste graphique néerlandais Maurits Cornelis Escher,  dit M. C. Escher. Il ouvre le 15 novembre 2002.
Le musée est abrité dans un ancien palais royal sur le Lange Voorhout datant du XVIIIe siècle. La reine mère Emma achète l'imposante maison en 1896. Elle l'utilise comme palais d'hiver de mars 1901 jusqu'à sa mort en mars 1934. Quatre reines des Pays-Bas utilisent le palais pour leurs bureaux d'affaires, jusqu'à ce que la reine Beatrix déplace son bureau au palais Noordeinde, situé à environ dix minutes à pied depuis le musée Escher.
Dans chaque ancienne demeure royale (Royal Rooms), les deux premiers étages présentent des informations sur l'intérieur à l'époque d'Emma. Dans ce palais, deux pièces sont dédiées à la période d'Emma et il y a souvent des agrandissements photo ou d'autres informations sur la reine Emma exposés en marge de l'exposition permanente sur Escher.
Le musée présente une collection permanente d'un grand nombre de xylographies et lithographies d'Escher, dont les mondialement connus Ciel et Eau ; Belvédère ; Cascade ; Mains dessinant. Il montre les paysages italiens des débuts, les nombreux travaux sur les miroirs et une sélection de dessins de pavage, plus loin les trois versions de Métamorphose, depuis la première de petite taille à la troisième mesurant sept mètres, montrée en cercle. Cela souligne la nouvelle vision du musée sur le travail de M.C. Escher.
Le troisième étage est dédié aux illusions d'Optique, à côté de la fameuse Chambre Escher dans laquelle des adultes paraissent plus petits que leurs enfants. Les yeux des visiteurs seront piégés par plusieurs installations interactives.

## Palais Royal
La Reine-mère Emma, arrière-arrière grand-mère du Roi Willem-Alexander, utilisait le Palais comme palais d'hiver jusqu'à sa mort en 1934. Elle a vécu dans le Palais de 1901 à 1934. Jusqu'en 1990 les Reiness Wilhelmina, Juliana et Beatrix ont utilisé le palais.

## Lustres
Les pièces du musée abritent quinze lustres fabriqués par l'artiste Hans van Bentem, de Rotterdam. L'artiste les a dessinés spécialement pour le musée, avec des références au travail d'Escher et au Palais. Dans la salle de bal, un chandelier en étoile est réfléchi sans fin dans deux miroirs. Dans d'autres pièces on trouve des chandeliers en forme de requin, de crâne, d'araignées, et d'hippocampe.

### Galerie

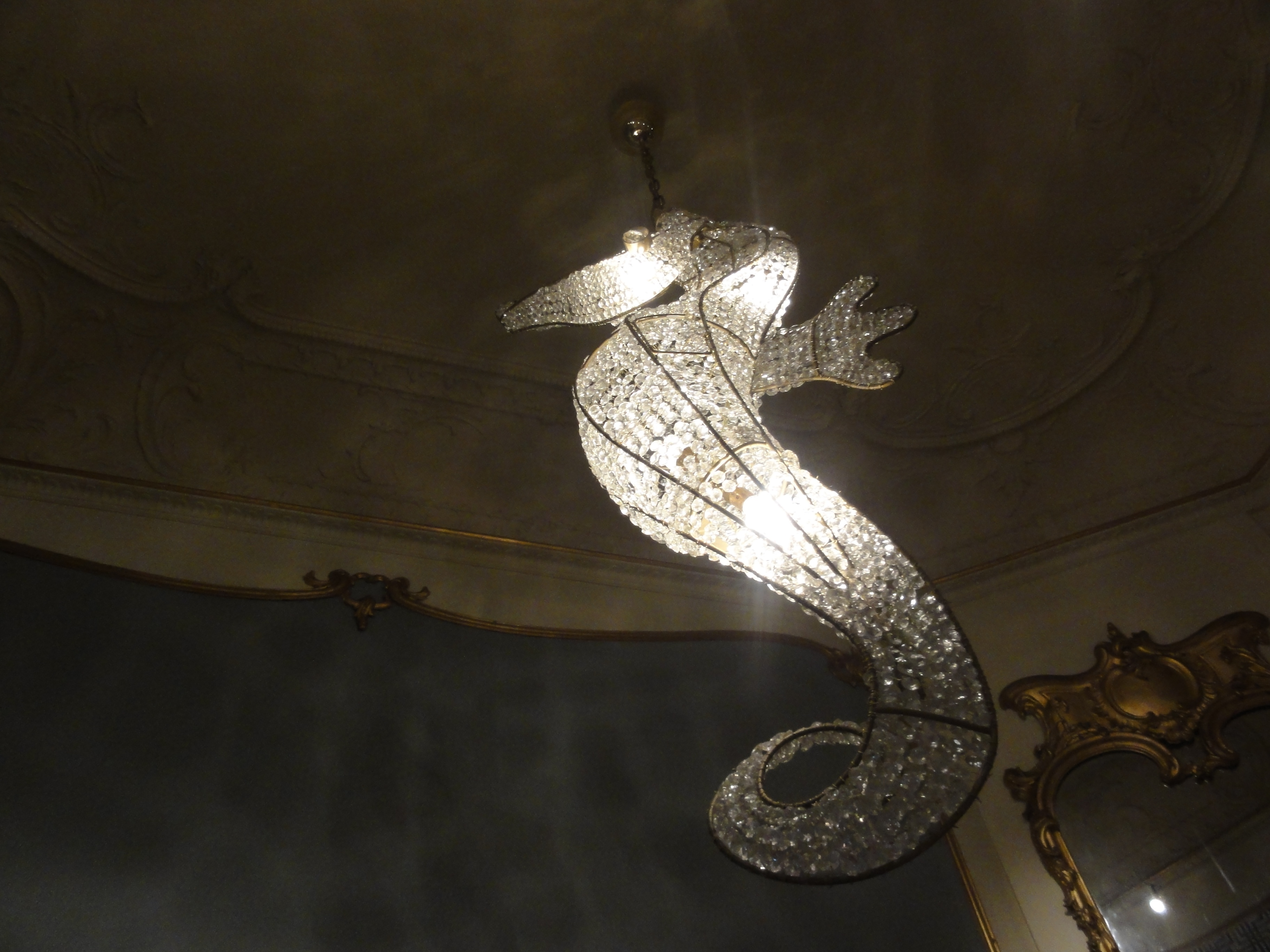
Lustre hippocampe
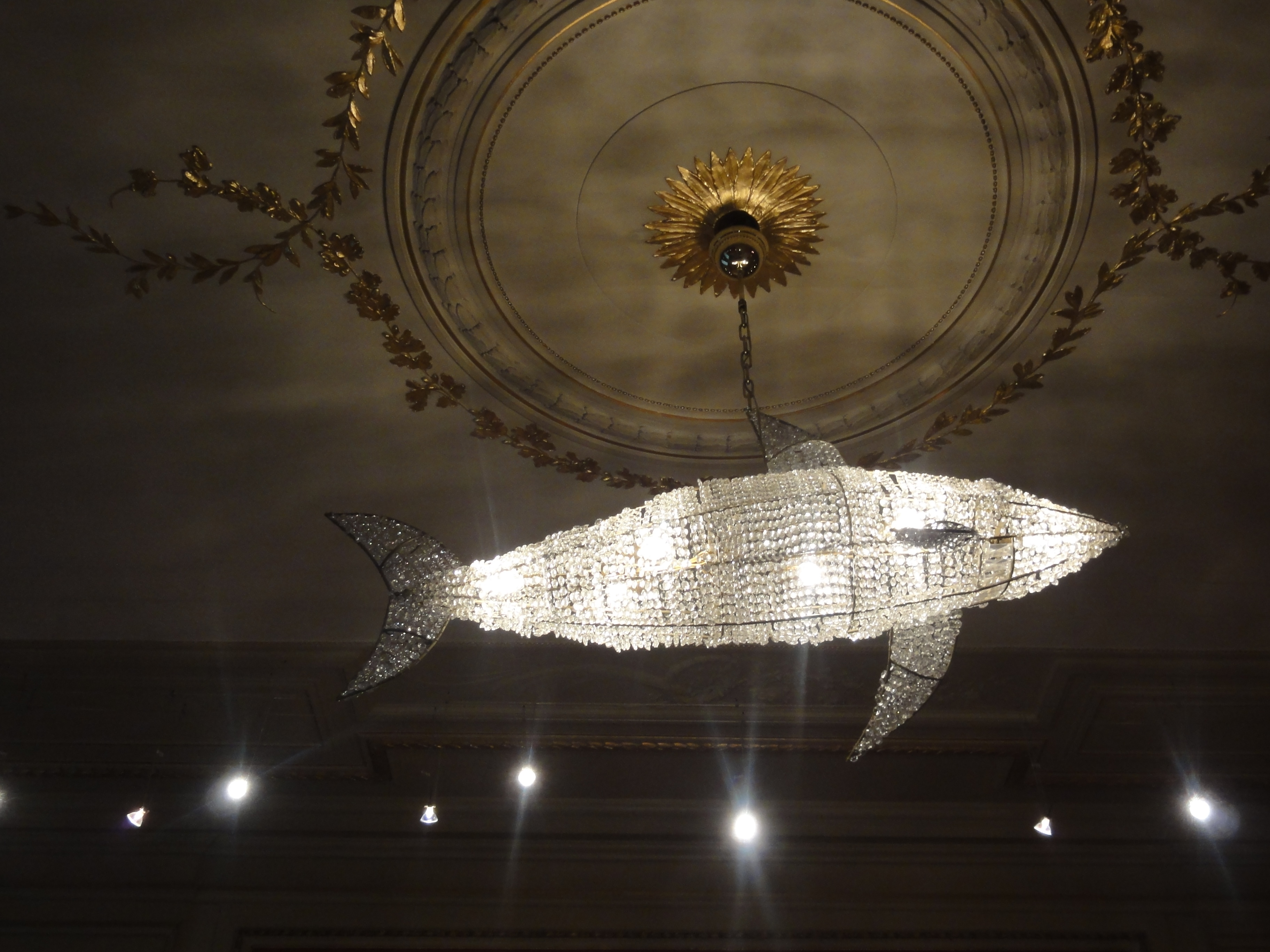
Lustre requin
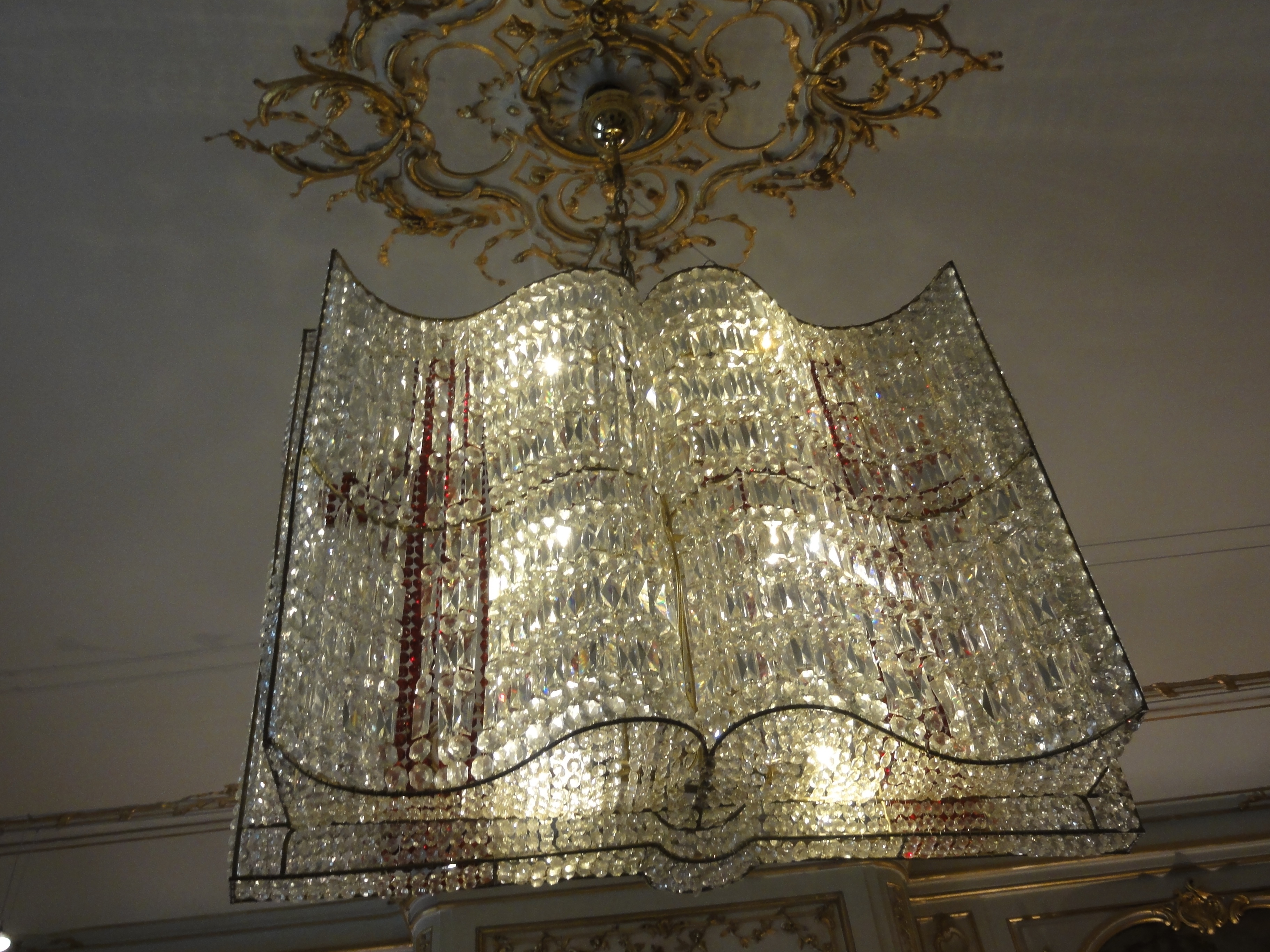
Lustre livre
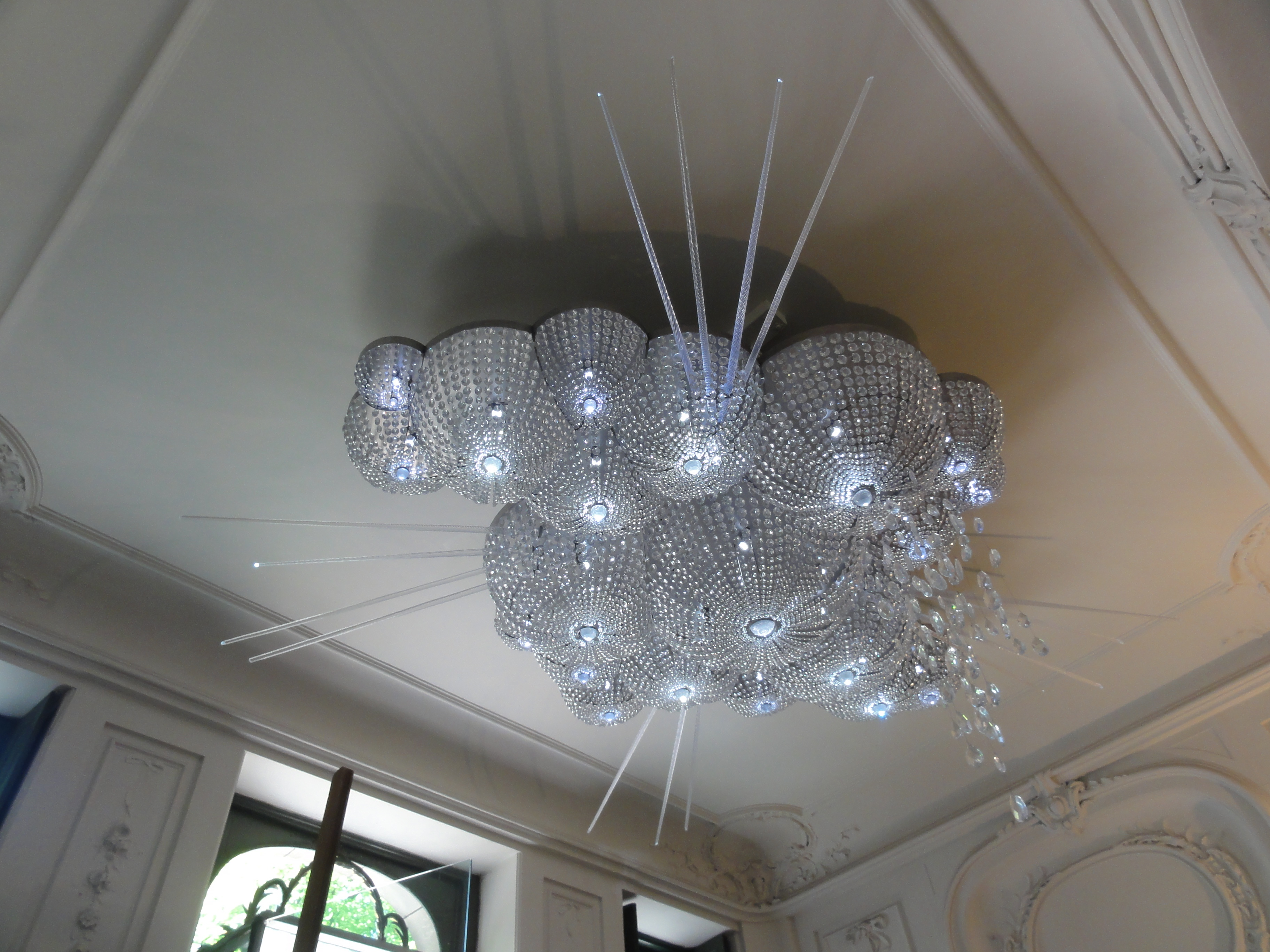
Lustre boules
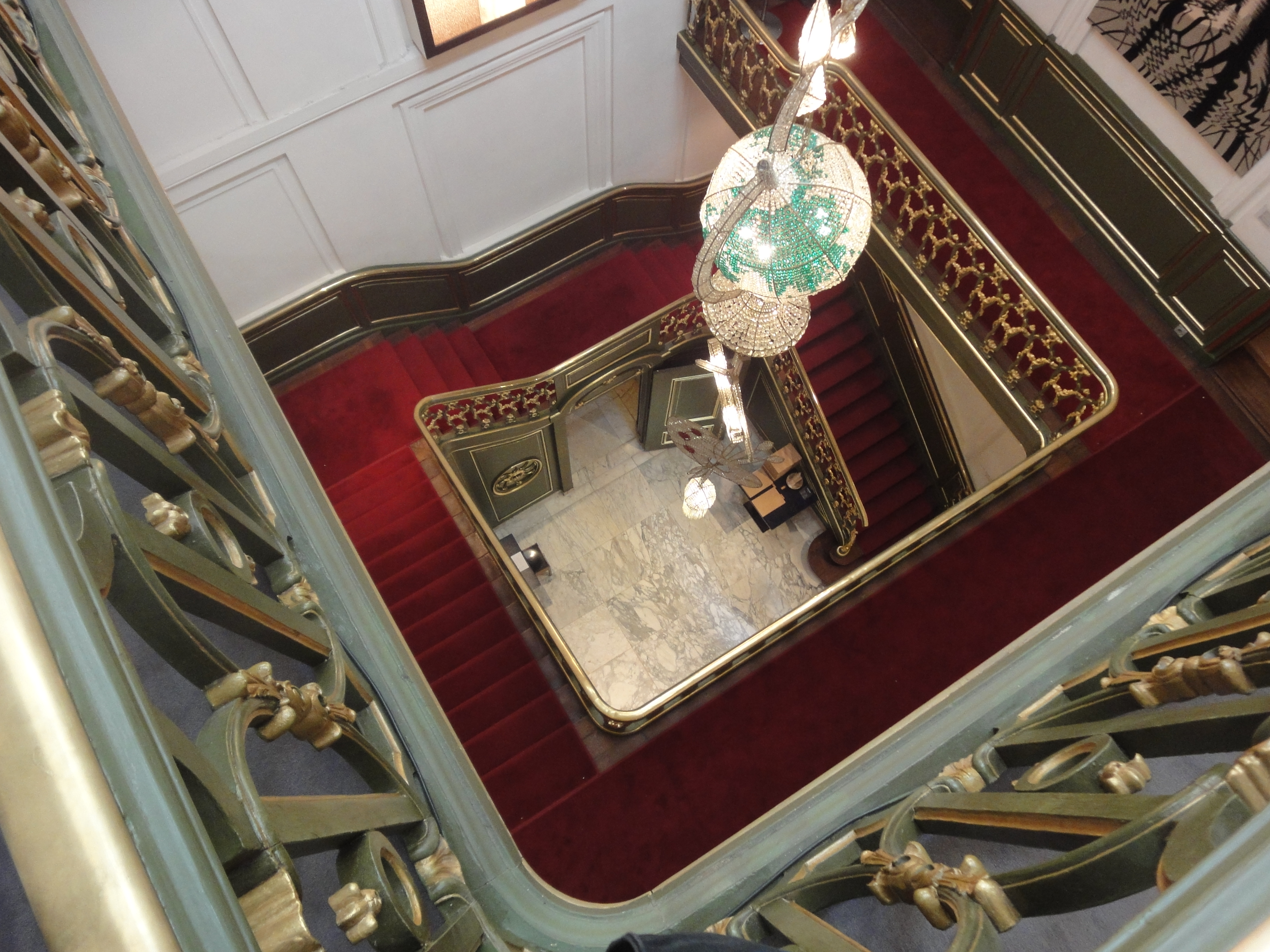
Montée d'escaliers et lustre globe
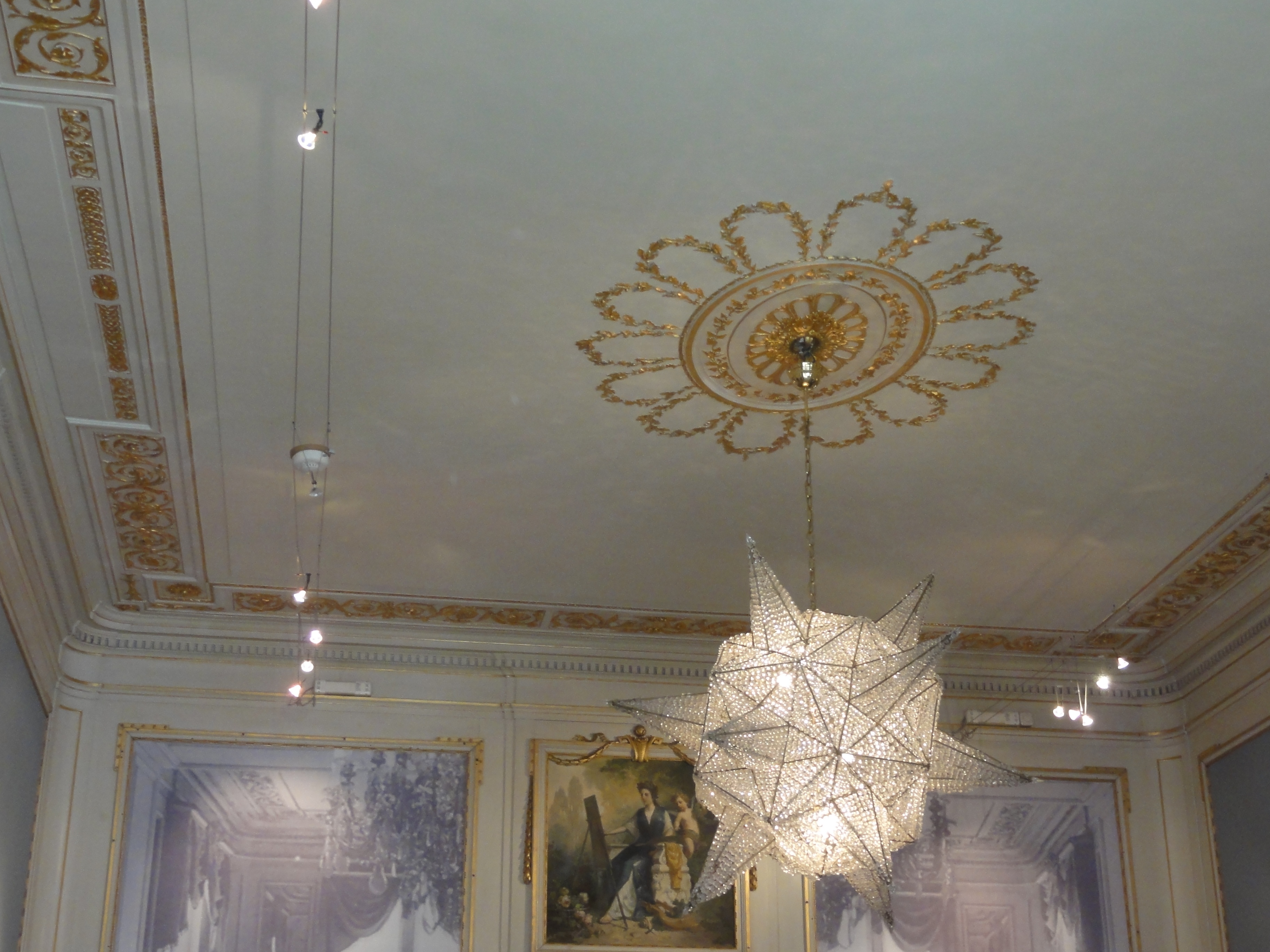
Lustre étoile
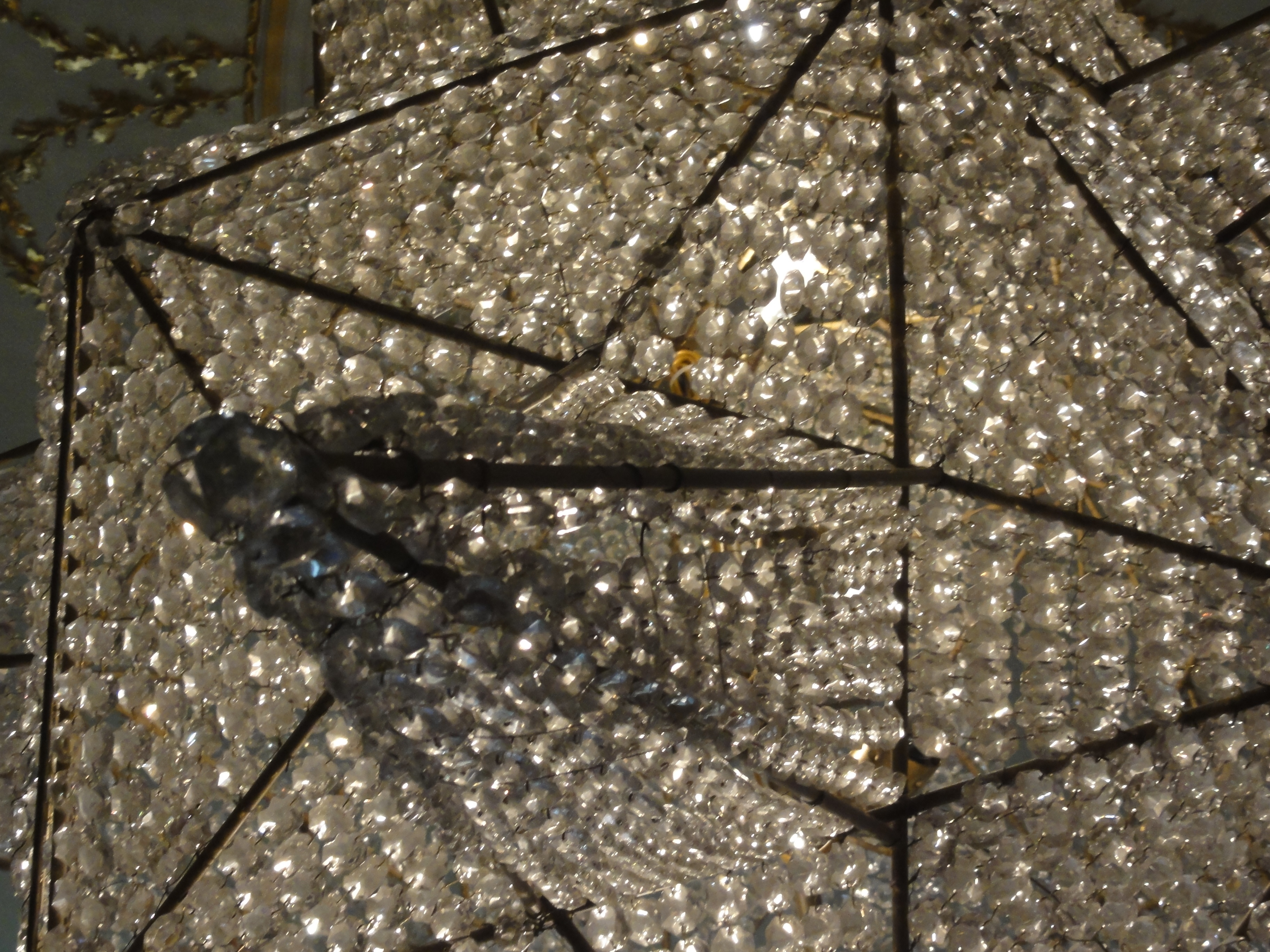
Lustre étoile (détail)

## Parquet
Le parquet du Palais a été dessiné en 1991/92 par l'artiste minimaliste américain Donald Judd à l'occasion de l'ouverture de l'ancien Palais Royal en palais d'exposition.
Judd a appliqué le principe de différentes couleurs et des motifs géométriques à ce parquet.